# Mosquée verte
La Mosquée verte (Yeşil Cami en turc), est une mosquée située à Bursa (Brousse), en  Turquie, ancienne capitale de l'Empire ottoman avant la prise de Constantinople en 1453. Également connue comme la mosquée de Mehmed Ier, la Mosquée verte fait partie d'un vaste complexe religieux (külliye). 

## Histoire

### Construction

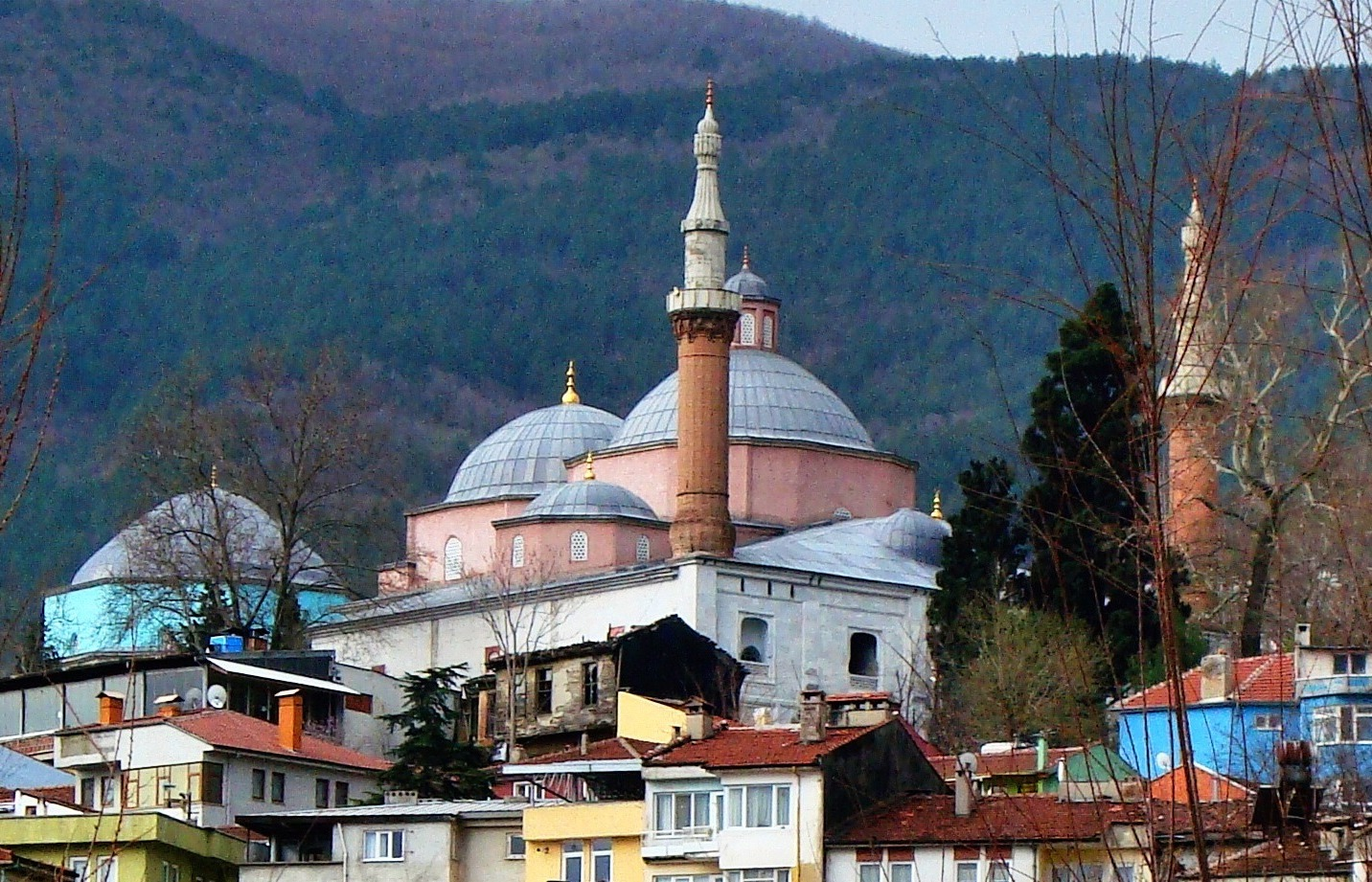
Vue du complexe de la Mosquée verte (Yeşil Cami), avec les deux minarets, les deux coupoles centrales et le Mausolée vert (Yeşil Türbe).

La Mosquée verte, souvent considérée comme le point culminant du premier style architectural ottoman, a été commanditée par le sultan Mehmet Ier, qui a régné de 1413 à 1421. La construction de la mosquée, de 1412 à 1420,, a été supervisée par l'architecte et mécène, vizir des arts, Hacı İvaz Pacha.

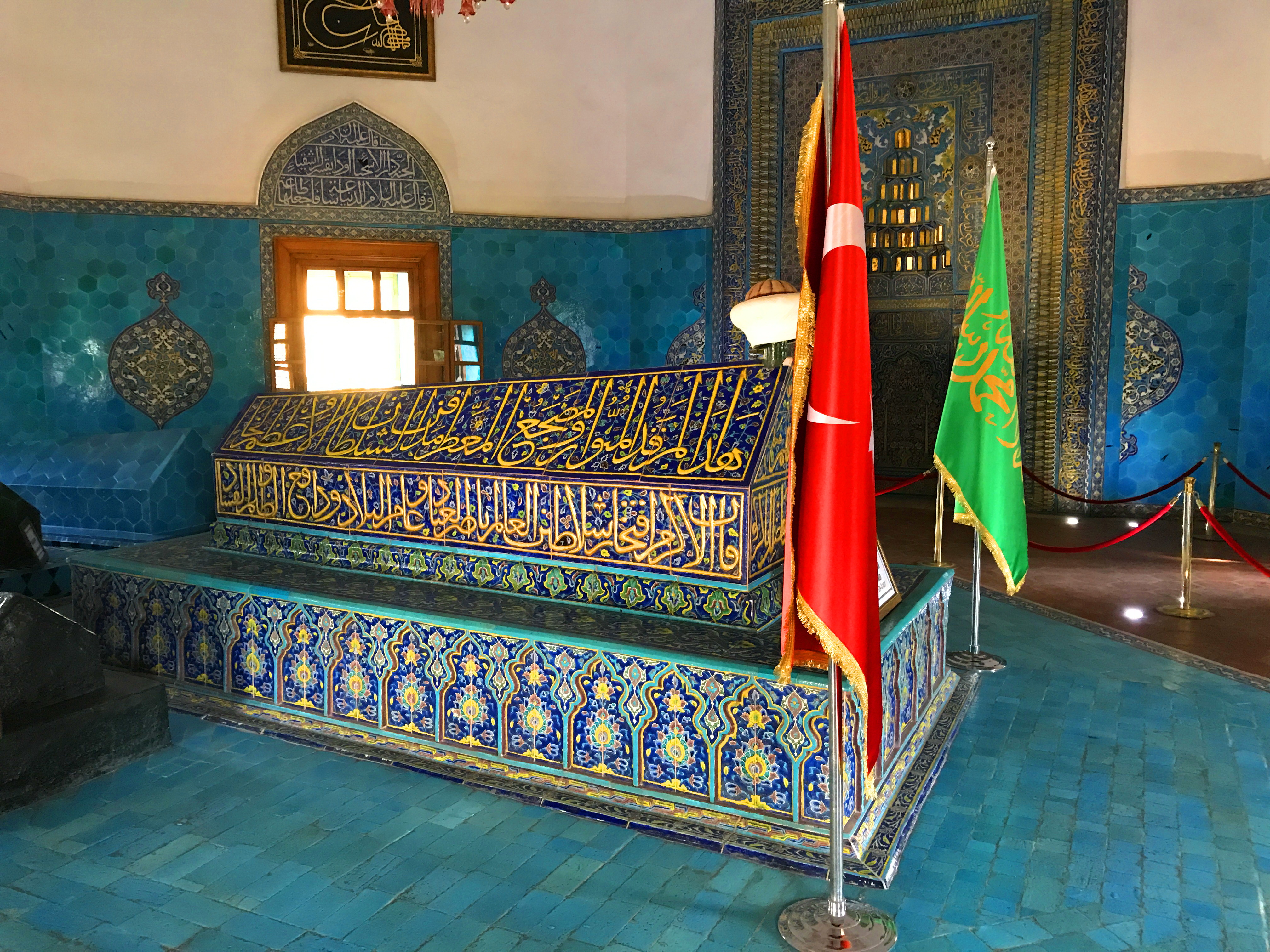
Le tombeau du sultan Mehmed Ier, à l'intérieur du Mausolée vert (Yeşil Türbe).

À sa mort, le sultan Mehmed Ier a été inhumé dans un édifice annexe appelé Mausolée vert (Yeşil Türbe), commandé par son fils et successeur Murad II. La construction du tombeau a été achevée en 1421,. Une inscription calligraphique dans la loge du sultan indique que la décoration a été achevée en 1424 par Nakkas (« l'artiste ») Ali bin Ilyas Ali, qui aurait amené avec lui un groupe d'artisans appelés les « Maîtres de Tabriz ». Tabriz était un centre artistique et culturel important de l'ouest de l'Iran, apportant à Bursa l'influence timouride. Hacı İvaz Pacha aurait également « amené des maîtres et des hommes compétents de pays étrangers » pour aider à la construction de la mosquée. Une autre inscription persane identifie Mehmed el-Mecnun (« Mehmet le Fou ») comme l'auteur des céramiques décoratives,.

### Restaurations
Le tremblement de terre de Bursa de 1855, de magnitude 7,5, est la cause de destructions sur le complexe, suivies d'importantes restaurations et reconstructions planifiées par l'architecte français Léon Parvillée, à partir de 1863 : les carreaux noirs du portail et les deux minarets ont été reconstitués.
Un deuxième chantier de restauration  été ouvert de 1941 à 1943, principalement sur le revêtement en céramique. D'autres rénovations ont eu lieu en 2010 et 2012.

## Description
La Mosquée verte de Bursa s'élève sur un plan en T inversé, sur deux étages, en forme de cube avec une extension du côté sud.
La salle centrale, qui s'étend du nord au sud, est flanquée d’iwans (turc : eyvan) à l'est et à l'ouest. Deux portes communiquent avec des pièces d'angle au premier étage, similaires à celles du côté nord du bâtiment.

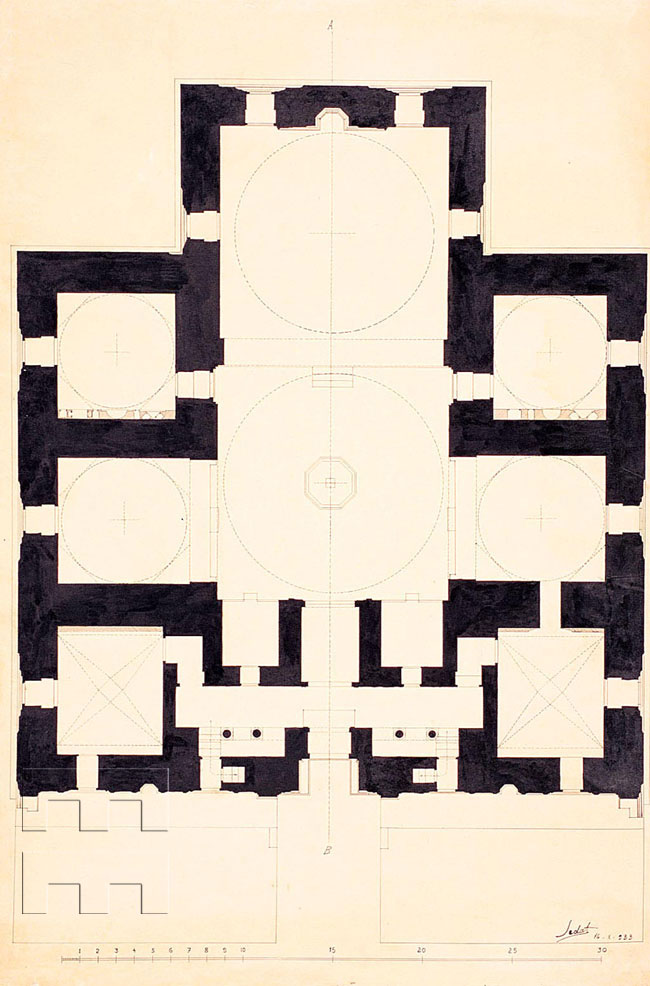
Plan de la Mosquée verte.
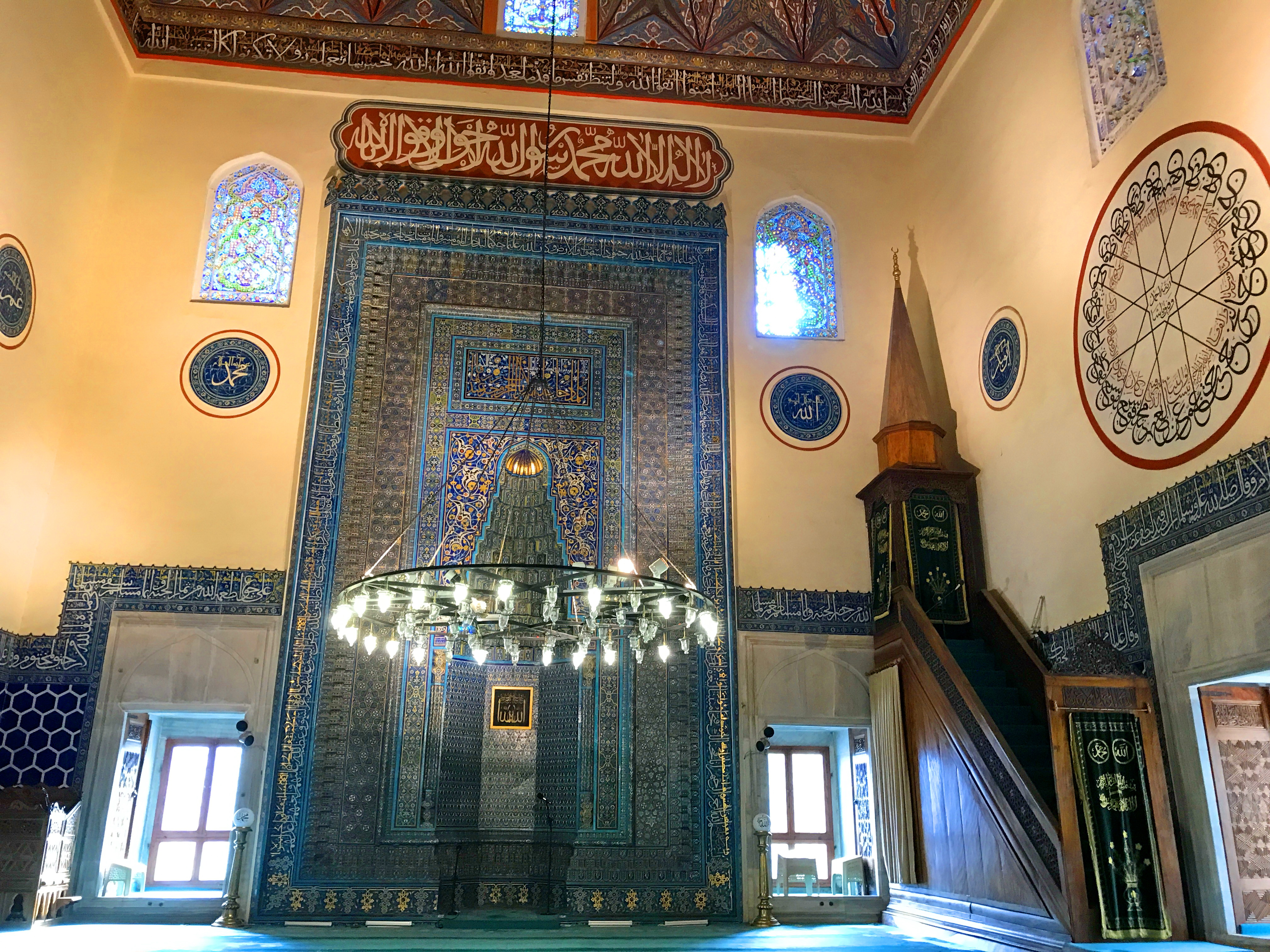
Salle de prière.
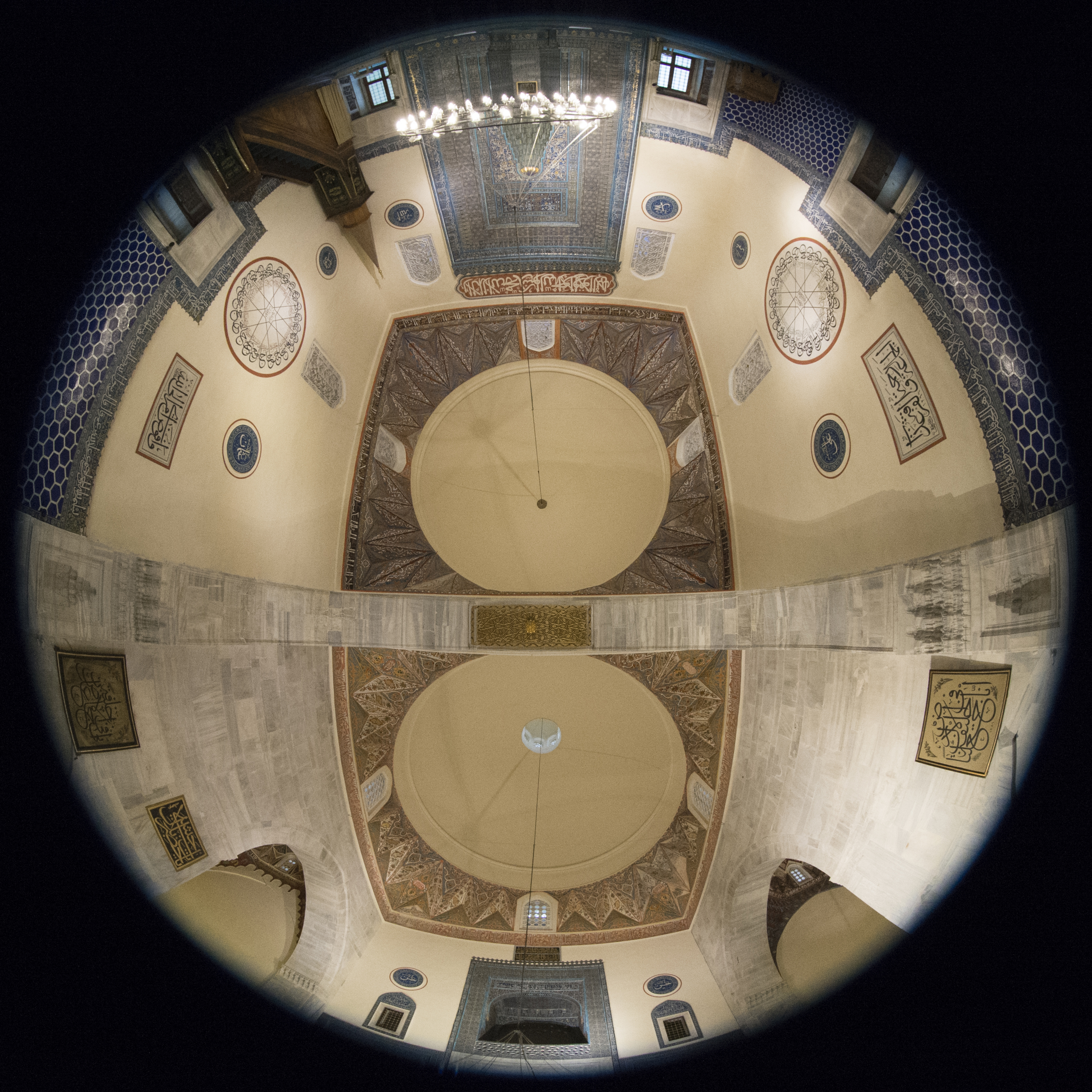
Vue des deux coupoles.

Une fontaine se trouve au centre d'un bassin octogonal en marbre blanc éclairé par une lanterne.
Des pièces d'angle donnent sur la cour intérieure et se connectent à la loge royale. Ces chambres contiennent les escaliers en colimaçon menant aux combles. Les deux minarets opposés sur la façade nord sont des ajouts.

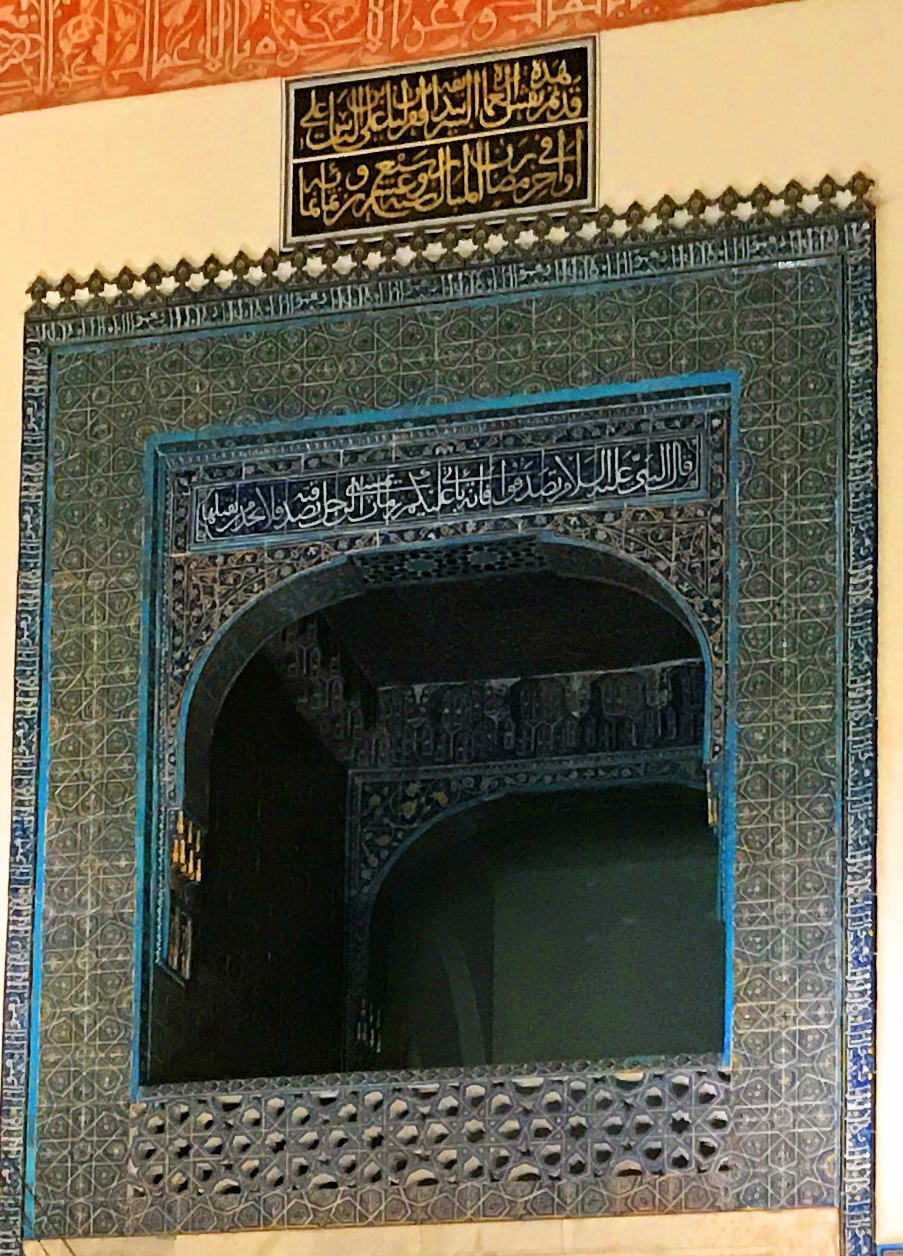
Loge du sultan.
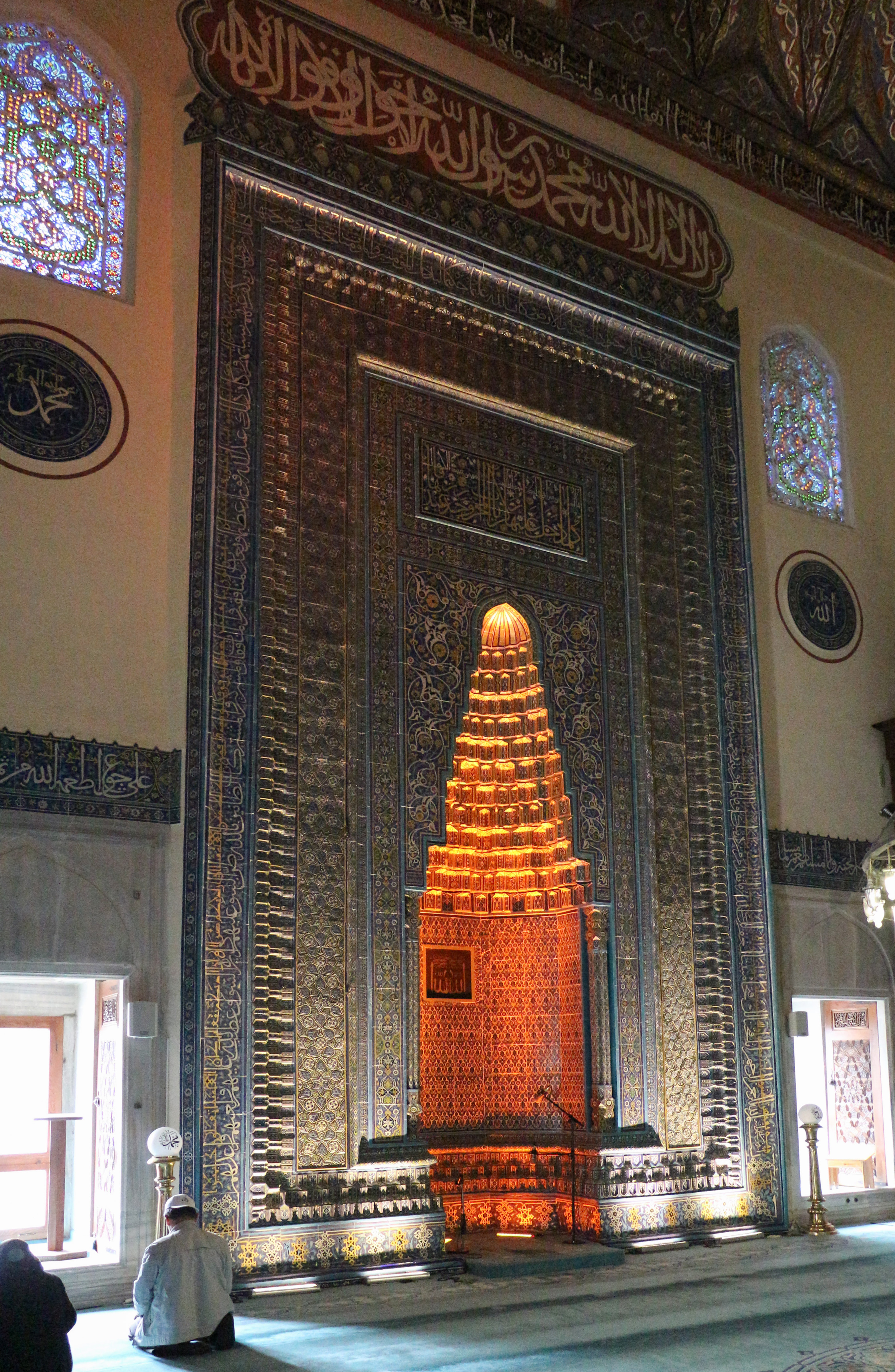
Mihrab de la mosquée avec inscription « œuvre des maîtres de Tabriz ».
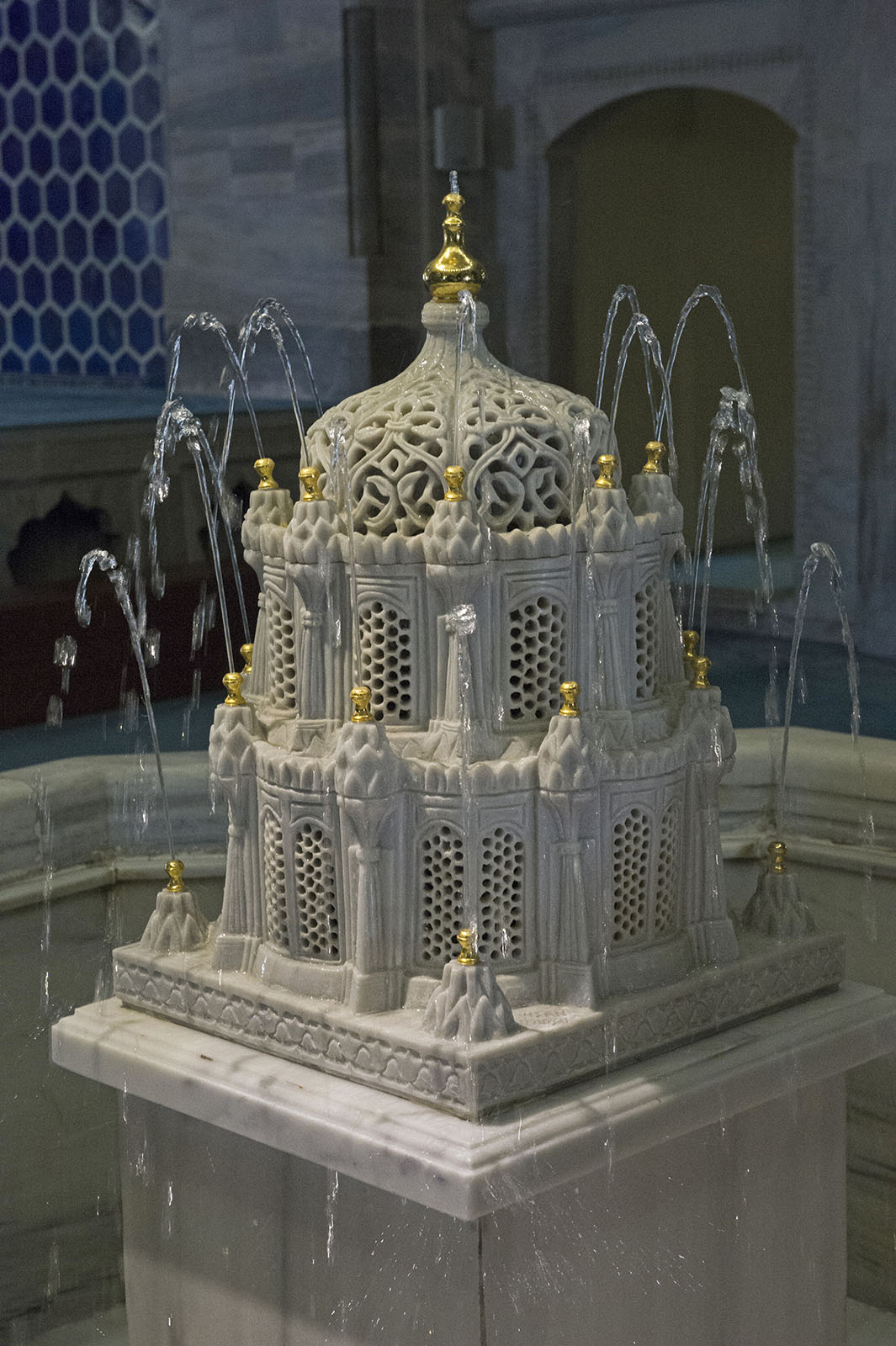
Fontaine de marbre, dans la salle de prière.
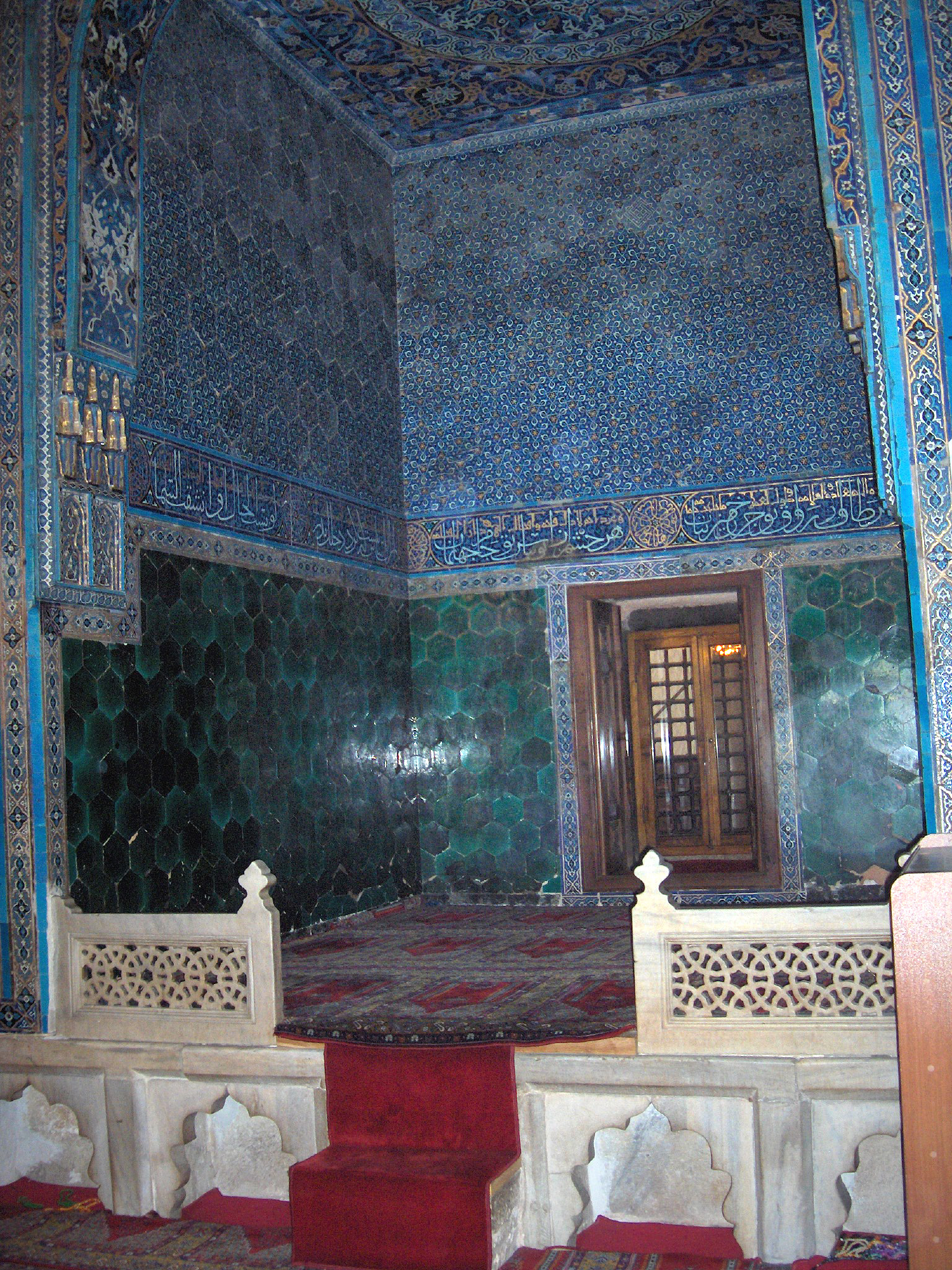
L'un des mahfil qui flanquent l'ouverture de la salle de prière.